# NGC 3082
NGC 3082 (również PGC 28829) – galaktyka eliptyczna (E-S0), znajdująca się w gwiazdozbiorze Pompy. Odkrył ją John Herschel 30 marca 1835 roku.